# 찰스앤키스
찰스앤키스(영어: Charles & Keith)는 싱가포르의 의류 기업이다. 1996년에 설립되었으며 신발, 핸드백, 장신구를 전문으로 한다.